# Lordiphosa cultrata
Lordiphosa cultrata är en tvåvingeart som beskrevs av Zhang 1993. Lordiphosa cultrata ingår i släktet Lordiphosa och familjen daggflugor. Inga underarter finns listade i Catalogue of Life.